# Coma (optique)
Pour les articles homonymes, voir Coma (homonymie).

Schéma d'une coma sur une lentille.

Coma (du latin : « coma » (comète), en anglais : comatic aberration) ou aberration de coma est une aberration géométrique asymétrique des faisceaux obliques. Elle se produit en raison de l'imperfection de la lentille optique ou d'autres composants, par exemple dans un télescope, qui se traduit par une déformation avec queue semblable à celle d'une comète.
La coma se décompose en deux termes qu'Edgar Bonet se propose d'appeler la coma sagittale et la coma isotrope.
- La coma sagittale est un type d'aberration optique qui entraîne une déformation d'un objet du fait de la sphéricité des lentilles de l'appareil. Cette déformation s'accentue lorsque l'objet s'éloigne du centre de celle-ci[1].
- La coma isotrope est un type d'aberration géométrique, qui apparait dans les lentilles électrostatiques et magnétiques[2]. En tant qu'aberrations isotrope, elle ne dépend pas des coordonnées azimutales. La déformation suit le plan gaussien de l'image[3].

Il y a généralement deux fois moins de coma isotrope que de coma sagittale.